# Castello di Montestrutto
Il castello di Montestrutto è un antico castello situato a Settimo Vittone, vicino a Ivrea, in Piemonte.

## Storia
Si erge intorno ad una torre costruita nel IX secolo a difesa di un vicino monastero benedettino. Nell'XI secolo fu soggetto ai conti imperiali Vescovi di Ivrea sino alla metà del XIII secolo. I signori di Montestrutto dovevano quindi i loro privilegi ed il potere ai conti vescovi di questa città.
Nel XIV secolo passò sotto il dominio dei Savoia e seguì le vicende della potente castellata di Settimo Vittone. Nel XVI secolo fu devastato durante le guerre tra Francesi e Spagnoli e smantellato insieme ad altri castelli dei luoghi dal duca Carlo III di Savoia per motivi strategici a favore della Francia per eliminare tutti gli ostacoli possibili per eventuali passaggi di truppe francesi.
Fu ricostruito nel XX secolo in stile neogotico dal generale medico Giacomo Pecco (1821 - 1894) e dal figlio Ferdinando, ingegnere e generale del genio (1864 - 1929) come appare oggi. Fu signoria di varie famiglie nobili, tra queste appaiono gli (H)Enrico, signori e conti di Settimo Vittone. Fino a tempi recenti è stato abitato, a partire dal 1930, dalla famiglia del compositore Rosario Scalero, padre delle traduttrici Alessandra e Liliana Scalero.

## Descrizione
Il castello sorge in cima a uno sperone roccioso all'imboccatura della Valle d'Aosta, lungo il corso della Dora Baltea. Realizzato in pietra, presenta uno stile neogotico. Fa parte del complesso l'antica chiesa di San Giacomo.